# Novakovići (Czarnogóra)
Novakovići (cyr. Новаковићи) – wieś w Czarnogórze, w gminie Žabljak. W 2011 roku liczyła 23 mieszkańców.